# Drosophila pseudoobscura
Drosophila pseudoobscura é uma espécie de mosca-das-frutas amplamente utilizada em estudos genéticos, principalmente no que diz respeito à especiação. É nativa do oeste da América do Norte.
Em 2005, D. pseudoobscura foi a segunda espécie de Drosophila a ter seu genoma sequenciado, após o organismo modelo Drosophila melanogaster.

## Poliandria
As fêmeas de Drosophila pseudoobscura são poliândricas, o que significa que acasalam com mais de um macho. Ao acasalar com vários machos, as fêmeas poliândricas têm uma prole geneticamente mais diversa.

### Prevenção de extinção
Na população de D. pseudoobscura, alguns machos têm um cromossomo prejudicial chamado "sex ratio" (SR), onde um cromossomo Y inativo é transmitido. Se um macho SR acasalar com uma fêmea, a fêmea produzirá apenas filhas. A monandria permite a disseminação de SR e aumenta o risco de extinção em espécies com genes SR, porque o driver SR pode se espalhar rapidamente. A poliandria diminui a frequência do gene SR porque o espermatozoide masculino não-SR supera o esperma masculino SR. Portanto, a poliandria resulta em uma diminuição do risco de extinção na população.

### Aumento da sobrevivência líquida da prole
Uma fêmea de D. pseudoobscura monândrica não obtém espermatozoides suficientes ou uma abundância de espermatozoides adequados para a fertilização. Mesmo que as fêmeas monândricas que experimentam múltiplas cópulas possam produzir mais ovos do que as fêmeas poliândricas, as fêmeas monândricas produzem menos descendentes que sobrevivem até a idade adulta do que as fêmeas poliândricas. Isso significa que as fêmeas poliândricas têm maior taxa de sobrevivência de ovo para adulto do que as fêmeas monândricas, tornando as fêmeas poliândricas mais aptas.
Relações poliândricas beneficiam fêmeas D. pseudoobscura. Em D. pseudoobscura machos, a variação no número de espermatozoides mostra a diferença de benefícios entre fêmeas poliândricas e monândricas. Os machos D. pseudoobscura ejaculam mais esperma do que qualquer outra espécie de Drosophila e fornece importantes fatores de nutrição para as fêmeas e seus descendentes. Os benefícios de viabilidade da prole são aumentados por espermatozoides múltiplos e variáveis por meio da ejaculação. Não há custos adicionais para fêmeas poliândricas, porque não há grandes diferenças na expectativa de vida entre as fêmeas monândricas que experimentam múltiplas cópulas e as poliândricas que apresentam múltiplas cópulas.

### Consequências evolutivas
A poliandria, em geral, pode ter algumas consequências para a aptidão. Áreas densamente povoadas podem ter taxas mais baixas de poliandria devido a restrições ambientais, como localização geográfica e recursos limitados. Isso pode limitar muito a sobrevivência e a reprodução da prole. Portanto, em áreas populacionais densas, o comportamento poliândrico pode, na verdade, ser uma consequência da aptidão, uma vez que o ambiente controla significativamente o número de descendentes que sobrevivem.
A poliandria também pode representar consequências para a aptidão genética. A poliandria nem sempre resulta na disseminação dos genes mais adaptativos. Por exemplo, alguns indivíduos podem parecer atraentes devido aos genes que codificam para o aumento da produção de feromônios. Como resultado, indivíduos atraentes têm maior probabilidade de se reproduzir com mais frequência. No entanto, como esses indivíduos nem sempre contêm genes adaptativos, vários eventos de acasalamento nem sempre resultam na propagação de genes adaptativos.